# Karl-Heinz Ziegler
Karl-Heinz Ziegler (* 12. März 1934 in Leipzig) ist ein deutscher emeritierter Rechtswissenschaftler und Fachbuchautor.

## Leben
Ziegler studierte Rechtswissenschaften an den Universitäten Frankfurt und München. Nach seiner Promotion 1963 in Frankfurt war er zunächst als Wissenschaftlicher Assistent tätig. 1970 erfolgte in Frankfurt seine Habilitation mit der venia legendi für Römisches Recht, Bürgerliches Recht und Geschichte des Völkerrechts. Von 1971 bis zu seiner Emeritierung hatte Ziegler den Lehrstuhl für Römisches Recht und Bürgerliches Recht an der Universität Hamburg inne.

## Forschung und Lehre
Die Forschung- und Lehrschwerpunkte von Ziegler waren Römisches Recht, Privatrechtsgeschichte der Neuzeit und Geschichte des Völkerrechts; hier speziell "die historische Entwicklung der internationalen Rechtsbeziehungen der Völkerrechtssubjekte als ein Teil der Weltgeschichte". Ziegler publizierte dazu zahlreiche Fachartikel.

## Werk (Auszug)
- Die Beziehungen zwischen Rom und dem Partherreich. Ein Beitrag zur Geschichte des Völkerrechts. Steiner, Wiesbaden 1964, überarbeitete Fassung der Diss., Univ. Frankfurt, 1963.
- Das private Schiedsgericht im antiken römischen Recht. Beck, München 1971, zugl. Habil.-Schrift, Univ. Frankfurt. ISBN 3-406-00658-2.
- Völkerrechtsgeschichte. 2. Aufl., Beck, München 2007, ISBN 978-3-406-56593-9.
- Fata iuris gentium : kleine Schriften zur Geschichte des europäischen Völkerrechts. Nomos, Baden-Baden 2008, ISBN 978-3-8329-3263-3.

„Karl-Heinz Zieglers elegant geschriebenes Buch bietet einen exzellenten Einstieg in die juristische Teildisziplin der Völkerrechtsgeschichte und ist daher nicht zuletzt für Historiker eine gewinnbringende Lektüre. Auch und gerade was die geschichtswissenschaftliche Fachliteratur betrifft, ist der Autor auf der Höhe der Zeit.“